# Gerold Wünsch
Gerold Wünsch (*  14. Juni 1938 in Aussig, Tschechoslowakei; † 23. April 2010) war ein deutscher Chemiker und Leiter des Fachgebiets Analytische Chemie im Institut für Anorganische Chemie an der Leibniz-Universität Hannover.
Wünsch studierte an der Universität Münster, wurde dort bei Fritz Umland promoviert und habilitierte sich ebenfalls dort. Er wurde Professor in Münster und ab 1986 an der Universität Hannover. In Hannover baute er einen Master-Studiengang Analytik auf, den auch viele ausländische Studenten absolvierten. 1999/2000 war er geschäftsführender Leiter des Instituts für Anorganische Chemie.
Er befasste sich mit Analytischer Chemie hochreiner Metalle (Ultraspurenanalyse, Spuren-Matrix-Trennung), mit Umwelt- und Wasseranalytik (u. a. Weiterentwicklung des Karl-Fischer-Verfahrens) und der Entwicklung von Expertensystemen in der Analytik. Dabei arbeitete er eng mit der Industrie (Riedel-de-Haen, Plansee Reutte, H. C. Starck), dem Deutschen Institut für Kautschuktechnologie und dem Fraunhofer-Institut für Toxikologie und Aerosolforschung zusammen.
Er veröffentlichte auch über philosophische Probleme der Chemie.

## Schriften
- Einführung in die Philosophie der Chemie, Würzburg: Königshausen und Neumann 2000
- mit Fritz Umland, Anton Janssen, Detlef Thierig: Theorie und praktische Anwendung von Komplexbildnern, Akademische Verlagsgesellschaft, Frankf./M 1971
- mit Fritz Umland: Charakteristische Reaktionen anorganischer Stoffe, 2. Auflage, Wiesbaden: Aula Verlag 1991
- Herausgeber mit Fritz Umland: Elemente der Dritten Hauptgruppe Bor, Handbuch der Analytischen Chemie, Dritter Teil Quantitative Bestimmungs- und Trennungsmethoden, 2. Auflage, Springer 1971
- Elemente der Sechsten Hauptgruppe Wolfram, Handbuch der Analytischen Chemie, Springer 1978
- Optische Analysenmethoden zur Bestimmung anorganischer Stoffe, Sammlung Göschen, De Gruyter 1976